# 兹瓦尼夫卡市镇
兹瓦尼夫卡乡级市镇（羅馬化：Zvanivska silska hromada）是乌克兰顿涅茨克州巴赫穆特区的一个市镇，行政中心为茲瓦尼夫卡村。市镇面积为115.73平方公里，2018年人口数量为2,536人。

## 居民点
该市镇辖以下6个居民点，它们都是村庄。
- 上卡姆扬斯凯
- 茲瓦尼夫卡
- 伊万诺-达尔伊夫卡（烏克蘭語：Івано-Дар'ївка）
- 库济米尼夫卡（烏克蘭語：Кузьминівка (Бахмутський район)）
- 新塞利夫卡（烏克蘭語：Новоселівка (Бахмутський район)）
- 佩雷伊兹内（烏克蘭語：Переїзне）